# Moritz Pasch
Moritz Pasch (1843-1930) fue un matemático alemán de origen judío especializado en geometría, el primero en describirla de forma puramente axiomática.

## Biografía
Pasch empezó estudiando química en la Universidad de Breslavia, pero pronto se cambió a las matemáticas a sugerencia de su profesor, Heinrich Schröter, quien finalmente dirigió su tesis doctoral (1865). Después de un tiempo en Berlín, donde estudió con Karl Weierstrass y Leopold Kronecker, consiguió su habilitación docente en la Universidad de Giessen en 1870.
Toda su carrera académica (1870-1911) se desarrolló en esta universidad, siendo profesor extraordinario a partir de 1873, profesor titular a partir de 1875 y catedrático a partir de 1888, en sustitución del difunto Heinrich Baltzer. También fue decano de la facultad en 1883 y rector de la universidad en 1893-94.
En 1911 se retiró de la docencia, pero continuó una activa investigación. Murió durante un viaje de vacaciones.
A Pasch se le debe la primera axiomatización moderna de la geometría. En su libro Vorlesungen über die neuere Geometrie (Lecciones sobre geometría moderna) (1882, 2.ª ed. 1926), basado en las clases que había estado dando desde 1873, declara su intención de establecer explícitamente todos los conceptos y proposiciones básicas de la geometría proyectiva (axiomas), derivando de ellos todos los resultados de la disciplina de forma estrictamente lógica e insistiendo en la idea de que el conjunto de axiomas tiene que ser completo. En este aspecto es el antecedente más directo de la axiomatización (hoy considerada canónica) hecha por David Hilbert unos años más tarde (1899).